# Список королей Египта
Вскоре после того, как 28 февраля 1922 года Египет перестал быть протекторатом Великобритании, султан Египта Ахмед Фуад I принял титул короля Египта. Смена названия была обусловлена не только приобретением Египтом нового статуса, но и желанием султана не отстать от монархов Королевства Хиджаза, Сирии и Ирака.
В октябре 1951 года Египет в одностороннем порядке разорвал Англо-египетский договор о совместном управлении территорией Судана, заключённый в 1936 году, после чего сын Ахмеда Фуада, король Фарук I, принял видоизменённый титул Короля Египта и Судана.
| Портрет | Имя                                   | Дата рождения   | Дата смерти      | Начало правления | Окончание правления |
| ------- | ------------------------------------- | --------------- | ---------------- | ---------------- | ------------------- |
|         | Ахмед Фуад I араб. أحمد فؤاد‎          | 26 марта 1868   | 28 апреля 1936   | 15 марта 1922    | 28 апреля 1936      |
|         | Фарук I араб. فاروق الأول‎             | 11 февраля 1920 | 18 марта 1965    | 28 апреля 1936   | 26 июля 1952        |
|         | Ахмед Фуад II араб. الملك فؤاد الثاني‎ | 16 января 1952  | Ныне здравствует | 26 июля 1952     | 18 июня 1953        |

## Титулярный король Египта и Судана
| Портрет | Имя                                   | Дата рождения  | Дата смерти | Начало правления | Окончание правления |
| ------- | ------------------------------------- | -------------- | ----------- | ---------------- | ------------------- |
|         | Ахмед Фуад II араб. الملك فؤاد الثاني‎ | 16 января 1952 | Жив.        | 18 июня 1953     | Наст. вр.           |